# Вагенсберг, Хорхе
Хо́рхе Ва́генсберг Люби́нски (исп. Jorge Wagensberg Lubinski; 2 декабря 1948, Барселона — 3 марта 2018, Барселона) — испанский физик, исследователь, писатель

, издатель, лектор, музеолог и эксперт в музейном выставочном проектировании. Профессор Университета Барселоны с 1981 по 2016 год. Создатель научного музея КосмоКайша в Барселоне, руководивший им до 2014 года.

## Образование, преподавание и научная деятельность
Родился в Барселоне в еврейской семье из Польши. Его отец Ицек Вагенсберг работал упаковщиком на фабрике, мать Сара Любинская происходила из состоятельной семьи из Лодзи. Окончил физический факультет Барселонского университета в 1971 году. В 1976 году на этом же факультете он защитил диссертацию по илософии физики. С 1981 по 2016 год он преподавал теорию необратимых процессов на этом же факультете, а также руководил исследовательской группой в области биофизики. Также он является приглашённым профессором Дунайского университета в Кремс-ан-дер-Донау (Австрия).
На его счету более 1200 конференций и курсов по таким темам как математическая теория информации, рациональные механизмы для математиков, неравновесная термодинамика, среди многих других, а также международный курс по современному музейному делу под названием «Total Museology».

## Просветительская, писательская и издательская деятельность
Вагенсберг является автором многочисленных научных работ, опубликованных в международных специализированных изданиях, а также большого количества научно-популярных книг и статей, в которых он затрагивает самые различные темы и научные области: термодинамическое равновесие, философию науки, теоретическую биологию, палеонтологию, среди множества других тем, а также вопросы образования и научной музеологии.

В 2002 году на свет вышла его книга «Если природа — это ответ, то каков же был вопрос?», являющая своего рода сборником афоризмов Вагенсберга. 
«Афоризмы Вагенсберга — это не просто шутки или удачные формулировки. Они скорее похожи на математические уравнения. „Да, их можно читать по одному, попарно, через одно или через два“, — говорит сам „математик“. Но, пожалуй, лучше всего их осваивать как систему. Ведь если каждый афоризм — это уравнение, то вся книга — не что иное, как система уравнений. И награда пытливому уму, который сумеет решить её, обещает быть высокой». (Иностранная литература 2004, 3)
Также Вагенсберг активно сотрудничает с главными испанскими (El País, La Vanguardia, El Periódico) и некоторыми иностранными периодическими изданиями, сближая с наукой более широкие круги читателей.
С 1983 года Хорхе Вагенсберг издаёт литературную коллекцию в издательстве Tusquets под названием «Metatemas», посвящённую научной мысли. За более чем 30-летнее существование в рамках данной серии вышло более 130 книг, в том числе работы Эрвина Шрёдингера, Альберта Эйнштейна, Конрада Лоренца, Ричарда Фейнмана, Стивена Джей Гулда, Жака Моно, Франсуа Жакоба, Норберта Винера, Марри Джель-Манна, Мартина Гарднера, Рене Тома, Мартина Джона Риса, Ричарда Докинза, Бенуа Мандельброта, Линн Маргулис, Дугласа Хофштадтера, Шелдона Ли Глэшоу, Ариеха Бен-Наима, среди многих других.
В этой же серии вышло несколько книг самого Вагенсберга.

## Музейное дело — Тотальный музей Вагенсберга
В России Вагенсберг известен прежде всего как эксперт в музейном деле, являясь создателем музея науки в Барселоне Космокайша, который в 2006 году получил премию как Европейский музей года (EMYA). Полная реконструкция музейного комплекса заняла 5 лет и завершилась в 2004 году. Результатом стал музей совершенно нового поколения. В новом здании (архитекторы Роберт и Эстебе Террадас) расположились настоящие «живые» экспонаты, приближающие посетителей к самым разным научным областям. Гигантское дерево Aquaricuará, привезённое специально из Бразилии, 100-метровая геологическая стена и настоящий ливневый тропический лес с его реальными обитателями, среди множества других экспонатов, представленных в новой интерактивной форме, сделали КосмоКайшу ориентиром для многих других научных выставочных центров по всему миру.
Процессу создания нового музея, а также главным идеям и концепциям, на которых основывается его выставочное проектирование, посвящена книга Вагенсберга «КосмоКайша. Тотальный музей», являющаяся своего рода манифестом о том, каким должен быть современный научный музей. Так главным столпом в тотальном музее является реальность, реальный объект. Всё остальное: технические средства, симуляции, фильмы и прочее — обладает лишь вспомогательным значением. Главное, к чему должен стремиться такой музей, чтобы у посетителя было больше вопросов после посещения музея, чем до того, как он туда вошёл.
Идеи «тотального музея» были также воплощены Вагенсбергом в Музее Архимеда в Сиракузах (Италия, 2011), Музее климата и окружающей среды в Льейде (Испания, 2010), Музее Времени в Монтевидео (Уругвай, проект находится в процессе реализации), Музее леса в Сант Селони (Испания, проект в процессе реализации), Музее Антарктики в Пунта-Аренас (Чили). Во многих странах он выступает как консультант по музейному проектированию. Россию Хорхе Вагенсберг посещал неоднократно (чаще всего по приглашению Политехнического музея). В 2015 году он участвовал в научном спектакле своего друга Пепа Боу в рамках фестиваля «Политех».
С 2010 года Хорхе Вагенсберг является членом-основателем Европейской Музейной Академии (European Museum Academy).

## Эрмитаж в Барселоне
В 2013 году стало официально известно, что Хорхе Вагенсберг возглавит будущий музей Эрмитаж в Барселоне.
По словам самого Вагенсберга, его намерение заключается в том, чтобы объяснить историю человечества, опираясь на коллекцию Государственного Эрмитажа «посредством постоянного диалога между наукой и искусством, подчёркивая как то, что их объединяет, так и их отличия. Для этого будет применено современное музейное проектирование, с использованием уникальной комбинации предметов, феноменов и музейных метафор».

## Премии и награды
В 2005 году Хорхе Вагенсберг был удостоен Национальной премии Каталонии по развитию научной культуры и мысли (Premi Nacional de Pensament i Cultura Científica). В 2007 Каталонское правительство вручило ему одну из самых престижных национальных наград — Крест Святого Георгия.
Племянник — музыкальный продюсер и политический активист Рубен Вагенсберг (род. 1986).